# The Evil Crown
The Evil Crown, o Evil Crown come appare nella schermata iniziale, è un videogioco di strategia a turni pubblicato nel 1985 per Commodore 64 e ZX Spectrum. Il giocatore governa una baronia nell'Inghilterra feudale del XII secolo. Sono presenti anche delle sequenze d'azione che rappresentano i tornei.

## Modalità di gioco
L'obiettivo è aumentare fama e prosperità del feudo, fino ad arrivare ad affrontare in battaglia il re stesso per prendere il suo posto.
L'interfaccia è controllata tramite icone, con un puntatore come quello dei mouse, ma mosso da joystick o tastiera. Un turno di gioco rappresenta un anno ed è suddiviso in più fasi consecutive. 
1. La prima e principale fase è l'editto. La parte destra dello schermo mostra le varie icone a disposizione e la parte sinistra una mappa del territorio. È possibile visualizzare lo stato generale del feudo e stabilire molte impostazioni per questo turno: quante tasse riscuotere dalla popolazione e quante pagarne al re (che altrimenti pretenderà un tributo in soldati), quanto imporre alle dogane, quanto investire nei tornei, reclutare la milizia, dare eventuali sussidi alimentari alla popolazione. Sulla mappa si può selezionare quali caselle, con tipo di terreno diverso, far coltivare alla popolazione.
2. La caccia è una schermata solo informativa in cui si mostra lo stato degli animali selvatici, che influiscono negativamente sulla produttività.
3. La giostra è l'unica sequenza con azione. Mentre due cavalieri galoppano l'uno verso l'altro, il giocatore deve muovere un cursore, che rappresenta la mira della lancia, sulla sagoma che rappresenta l'avversario. L'esito del torneo influenza la fama del barone e l'approvazione dei sudditi.
4. Nella fase di battaglia si risolvono eventuali invasioni o rivolte dei propri sudditi scontenti, decidendo quanto pagare la milizia difensiva e i mercenari.
5. Infine viene mostrato il risultato dei raccolti, influenzato casualmente anche dal clima, e il bilancio di denaro e popolazione.